# FC Astra Giurgiu
El Fotbal Club Astra Giurgiu es un club de fútbol rumano de la ciudad de Giurgiu. Fue fundado en el año 1934 por la "Astra-Română" Society, una empresa petrolera propiedad de Henri Deterding con un equipo compuesto por empleados de la empresa. Desde entonces ha cambiado en varias ocasiones de nombre e incluso de localización. El equipo disputa sus partidos como local en el estadio Marin Anastasovici y juega en la Liga III.
El club fue conocido como FC Astra Ploiești, con base en la ciudad de Ploiești, desde 1945 hasta septiembre de 2012, cuando fue trasladado a Giurgiu por su propietario, Ioan Niculae. Sus colores tradicionales son el blanco y el negro.

## Palmarés
Liga I: 1
2015-16
Liga II: 1
1997–98
Liga III: 1
2007–08
Copa de Rumania: 1
2013-14
- Semifinalistas: 3

2001–02, 2002–03, 2012-13
Supercopa de Rumanía: 2
2014, 2016

## Participación en competiciones de la UEFA
| Temporada | Torneo                | Ronda             | Club              | Casa | Visita | Global   |  |
| --------- | --------------------- | ----------------- | ----------------- | ---- | ------ | -------- |  |
| 2013–14   | UEFA Europa League    | 1ª Clasificatoria | Domžale           | 2–0  | 1–0    | 3–0      |  |
| 2013–14   | UEFA Europa League    | 2ª Clasificatoria | Omonia            | 1–1  | 2–1    | 3–2      |  |
| 2013–14   | UEFA Europa League    | 3ª Clasificatoria | AS Trenčín        | 2–2  | 3–1    | 5–3      |  |
| 2013–14   | UEFA Europa League    | Play-off          | Maccabi Haifa     | 1–1  | 0–2    | 1–3      |  |
| 2014–15   | UEFA Europa League    | 3ª Clasificatoria | Slovan Liberec    | 3–0  | 3–2    | 6–2      |  |
| 2014–15   | UEFA Europa League    | Play-off          | Lyon              | 0–1  | 2–1    | 2–2 (a)  |  |
| 2014–15   | UEFA Europa League    | Grupo D           | Red Bull Salzburg | 1–2  | 1–5    | 4º Lugar |  |
| 2014–15   | UEFA Europa League    | Grupo D           | Celtic            | 1–1  | 1–2    | 4º Lugar |  |
| 2014–15   | UEFA Europa League    | Grupo D           | Dinamo Zagreb     | 1–0  | 1–5    | 4º Lugar |  |
| 2015–16   | UEFA Europa League    | 2ª Clasificatoria | Inverness         | 0–0  | 1–0    | 1–0      |  |
| 2015–16   | UEFA Europa League    | 3ª Clasificatoria | West Ham United   | 2–1  | 2–2    | 4–3      |  |
| 2015–16   | UEFA Europa League    | Play-off          | AZ                | 3–2  | 0–2    | 3–4      |  |
| 2016–17   | UEFA Champions League | 3ª Clasificatoria | Copenhague        | 1–1  | 0–3    | 1–4      |  |
| 2016–17   | UEFA Europa League    | Play-off          | West Ham United   | 1–1  | 1–0    | 2–1      |  |
| 2016–17   | UEFA Europa League    | Grupo E           | Viktoria Plzeň    | 1–1  | 2–1    | 2nd      |  |
| 2016–17   | UEFA Europa League    | Grupo E           | Roma              | 0–0  | 0–4    | 2nd      |  |
| 2016–17   | UEFA Europa League    | Grupo E           | Austria Wien      | 2–3  | 2–1    | 2nd      |  |
| 2016–17   | UEFA Europa League    | 1/16 de Final     | Genk              | 2–2  | 0–1    | 2–3      |  |
| 2017–18   | UEFA Europa League    | 2ª Clasificatoria | Zira              | 3–1  | 0–0    | 3–1      |  |
| 2017–18   | UEFA Europa League    | 3ª Clasificatoria | Oleksandriya      | 0–0  | 0–1    | 0–1      |  |

## Jugadores

### Jugadores destacados
- Osvaldo Miranda

## Entrenadores
| - Gabriel Stan (1996–99) - Valentin Sinescu (1999) - Vasile Simionaş (1999) - Costică Ştefănescu (1999–00) - Marin Ion (2000–01) - Gabriel Stan (2001) - Constantin Stancu (2001) - Gheorghe Mulţescu (2001–02) - Marian Bondrea (2002) - Florin Marin (2002–03) - Marin Dună (2005) - Petre Gigiu (2006) - Vasile Cosarek (2006) - Dennis Şerban (2007) - Valeriu Răchită (julio de 2007–junio de 2009) - Marius Şumudică (enero de 2009–mayo de 2009) - Ion Moldovan (julio de 2009–agosto de 2009) - Nicolò Napoli (agosto de 2009–abril de 2010) - Marin Barbu (abril de 2010–junio de 2010) - Mihai Stoichiţă (junio de 2010–agosto de 2010) | - Tibor Selymes (septiembre de 2010–agosto de 2011) - Marius Şumudică (agosto de 2011–octubre de 2011) - Tibor Selymes (noviembre de 2011–diciembre de 2011) - Toni Conceição (enero de 2012–marzo de 2012) - Mircea Rednic (marzo de 2012–mayo de 2012) - Bogdan Stelea (junio de 2012–agosto de 2012) - Gheorghe Mulţescu (agosto de 2012–octubre de 2012) - Valentin Sinescu (octubre de 2012–abril de 2013) - Marin Barbu (abril de 2013) - Daniel Isăilă (mayo de 2013-) - Oleg Protasov - Dorinel Munteanu (marzo de 2015-mayo de 2015) |